# Polypedilum illinoense
Polypedilum illinoense är en tvåvingeart som först beskrevs av Malloch 1915.  Polypedilum illinoense ingår i släktet Polypedilum och familjen fjädermyggor. Inga underarter finns listade i Catalogue of Life.